# Narodi svijeta R
Narodi svijeta R
Raglai. Ostali nazivi: Ra Glai
- Lokacija: Vijetnam
- Jezik/porijeklo:
- Populacija:
- Kultura:
- Vanjske poveznice:

Rhade. Ostali nazivi: Ê Đê
- Lokacija: Vijetnam
- Jezik/porijeklo:
- Populacija:
- Kultura:
- Vanjske poveznice:

Rơ Măm. Ostali nazivi:
- Lokacija: Vijetnam
- Jezik/porijeklo:
- Populacija:
- Kultura:
- Vanjske poveznice:

Rošani. Ostali nazivi: rixun ili runi
- Lokacija: Pamir
- Jezik/porijeklo:
- Populacija (2007):
- Vanjske poveznice:

 Rovca, crnogorsko pleme. jedno od 'sedmoro brda'
Rudinjani, crnogorsko pleme u Hercegovini
Rumunji. Ostali nazivi:
- Lokacija: poglavito Rumunjska
- Jezik/porijeklo: rumunjski, romanska grana Indoeuropljana.
- Populacija (2007):
- Vanjske poveznice:

Rusi. Ostali nazivi: Русские (vlastiti naziv)
- Lokacija: poglavito Rusija,
- Jezik/porijeklo: ruski, slavenska skupina.
- Populacija (2007):
- Vanjske poveznice:

Rusini. Ostali nazivi:
- Lokacija:
- Jezik/porijeklo: rusinski, slavenska skupina.
- Populacija (2007):
- Vanjske poveznice:

Rutuli. Ostali nazivi: Rutulci, Рутульцы (ruski)
- Lokacija: 20 sela na rijeci Samur, Dagestan.
- Jezik/porijeklo: lezginski narodi
- Populacija (2007):
- Vanjske poveznice:

Rebina (Rebinawa)   	Bauchi, Nigerija
Reshe   	Kebbi, Niger  
Rindire (Rendre)   	Plateau, Nigerija
Rishuwa   	Kaduna, Nigerija
Ron   	Piateau, Nigerija
Rubu   	Niger, Nigerija
Rukuba   	Plateau, Nigerija
Rumada   	Kaduna, Nigerija
Rumaya    	 Kaduna, Nigerija
Rungarungawa (QLD), Ringaringa (QLD), Rembarunga (NT), Ramindjeri (SA), Rakkaia (QLD).